# Hitoši Ašida
Hitoši Ašida (jap. 芦田 均, 15. listopadu 1887 – 20. června 1959) byl japonský politik. V roce 1948 byl několik měsíců premiérem Japonska. Na funkci musel rezignovat po korupčním skandálu ministrů své vlády. V letech 1947–1948 ministr zahraničních věcí, 1947–1948 státní ministr a místopředseda vlády, 1945–1946 ministr zdravotnictví. Před válkou byl člen strany Seijúkai (立憲政友会 [Rikken seijúkai]). Po válce vstoupil do Liberální strany, která se po sloučení s Progresivní stranou transformovala do Demokratické strany. Jejím předsedou byl Ašida v letech 1947–1948.